# 南昆山琴蛙
南昆山琴蛙（学名：Nidirana nankunensis），一种于中华人民共和国广东省龙门县南昆山地区发现的两栖动物，隶属于蛙科琴蛙属。

## 形态特征
南昆山琴蛙体型体型小且短胖，雄蛙体长33.3～37.1毫米，雌蛙体长37.8～39.5毫米。身体背部皮肤光滑，呈浅棕色，浅棕色脊线两侧为宽深棕色条纹；背侧褶皱双色，上部红棕色，下部黑；四肢背面红褐色，具有黑色横纹；身体腹面乳白色，喉部具有暗淡的黑条纹。